# Долно Градище (Тръстеник)
Долно Градище или Градище (на македонска литературна норма: Долно Градиште) е антична и средновековна крепост над щипското село Тръстеник, Северна Македония.

## Местоположение
Крепостта се намира в Гюрищкия масив на 1,5 km западно-северозападно от Тръстеник и на 0,6 km южно от Гюрищкия манастир. Това е висока 70 – 80 m чука, която едва се издига над околните хълмове и склонове, в подножието на Църн връх. От нея се открива гледка далеч на изток в полето. В северното подножие, покрай манастира и село Преод, е минавал старият път Скопие – Щип, който пресича тамошната ниска планина; оттам и името на селото Преод, тоест Преход. На километър северозападно е малката крепост Горно Градище.

## История

### Античност
На заравнения връх през Късната античност е изградена стена с хоросан, ограждаща площ с размери 325 × 155 m (2,8 ha). Предната стена е била подсилена с поне 3 кули и показва две фази на строителство – от IV и VI век. В средата на кастела, на малка скала е акрополът (40 × 22 m). Има много здрава стена с кула в източния край и щерна за вода и датира от VI век. Открити са множество парчета късноантична керамика и монети от края на III до VI век. В южното подножие се е простирало селището, в което е частично разкопана базилика от VI век. На 1 km източно е открита още една по-малка църква.
Така големият кастел Долно Градище контролира голяма част от границата между провинциите Македония и Дардания, минаваща по билото на Църн връх – Градешка планина.

### Средновековие
Доброто състояние на акропола показва, че малката крепост се е използвала и през Късното средновековие без значителни ремонти. Тогава е построен Гюрищкият манастир с църквата „Света Богородица“, а около средата на XIV век в него е погребана царица Мария Палеологина, втората съпруга на Стефан Дечански.

## Идентификация
Tомо Томоски локализира споменатия в историческите извори град Коритос в района около Гюрище. Също така поставя там някъде и резиденцията на деспот Йоан Оливер. Според Иван Микулчич Томоски не предлага никакви доказателства за идентификацията на Коритос с Долно Градище, а пък малките крепости при Долно и Горно Градище не могат да се сравняват с величествената крепост Хисар, откъдето според него е управлявал деспот Оливер и след него Константин Деянов.